# Racomitrium brachypus
Racomitrium brachypus är en bladmossart som beskrevs av Jean Édouard Gabriel Narcisse Paris 1898. Racomitrium brachypus ingår i släktet raggmossor, och familjen Grimmiaceae. Inga underarter finns listade i Catalogue of Life.